# Movistar Arena (Santiago del Cile)
La Movistar Arena è un'arena polifunzionale situata a Santiago, in Cile. Si trova all'interno del Parco O'Higgins, nel centro della capitale.
La sua struttura principale fu costruita nel 1956, ma rimase incompiuta fino al 1999, quando fu completato il tetto. Il proprietario Peter Hiller lo aprì il 15 aprile 2006 con il nome di Arena Santiago con una capacità di 12 000 posti a sedere. La divisione di telefonia mobile di Telefónica della Movistar ha acquistato i diritti di denominazione dell'impianto, cambiandone il nome il 6 ottobre 2008. È una delle più grandi arene polifunzionali del Sud America, con una superficie totale di 44 000 m². Altri 5 000 posti possono essere collocati sul campo durante i concerti, aumentando la capacità complessiva fino a 17 000 posti.